# Te acuerdas de mí
Te acuerdas de mí es una telenovela mexicana producida por Carmen Armendáriz para Televisa en el 2021, siendo así una versión de la serie dramática turca Gecenin Kraliçesi, creada por Ozan Aksungur y Cüneyt Aysan. Se estrenó por Las Estrellas el 18 de enero de 2021 en sustitución de Imperio de mentiras, y finalizó el 3 de mayo del mismo año siendo reemplazado por la segunda temporada de El Dragón: El regreso de un guerrero.
Está protagonizada por Fátima Molina y Gabriel Soto, junto con Guillermo García Cantú, Marisol del Olmo y Juan Carlos Barreto en los roles antagónicos. Acompañados por Alejandro de la Madrid,  Federico Ayos, Pedro Sicard, Natalia Téllez, Joshua Gutiérrez, María Penella, Rebecca Jones, Helena Rojo y Ana Bertha Espín.

## Trama
En el pasado, Pedro Cáceres (Gabriel Soto) vive un matrimonio con la hija de su jefe y tutor adoptivo, en la cual no hay amor, ni sentimientos hacia el uno para el otro. Un día, decide ponerle fin a la farsa de su matrimonio cuando se enamora a primera vista de Vera Solís (Fátima Molina), a quien conoce durante un viaje de negocios. Pero Olmo Cáceres (Guillermo García Cantú) lo amenaza para evitar que rompa su matrimonio con su hija. Pedro no le queda remedio a ceder ante las amenazas de su tutor, a lo que se ve obligado a abandonar a Vera. Años más tarde en el presente, Pedro se encontrará con Vera de nuevo, cuando ella reaparezca inesperadamente como la novia de Olmo.

## Reparto
El 4 de septiembre de 2020 se publicó una extensa lista del reparto confirmado a través del sitio web de People en Español.

### Principales
- Gabriel Soto como Pedro Cáceres / Pedro Ledezma
- Fátima Molina como Vera Galicia Solís[9]
- Guillermo García Cantú como Olmo Cáceres
- Juan Carlos Barreto como Fausto Galicia
- Marisol del Olmo como Ivana Castillo de González
- Rebecca Jones como Antonia Solís
- Alejandro de la Madrid como Julio Gamboa
- Joshua Gutiérrez como Teodoro «Teo» Bárcenas Limantour
- Ana Bertha Espín como Delia Castro
- María Penella como Marina Cáceres Castillo
- Federico Ayos como Gastón Cáceres Castillo
- Natalia Téllez como Dolores "Lola" Solís
- Antón Araiza como Alberto González
- Tamara Vallarta como Laiza Rendón Castro
- Emilio Guerrero como Dante Granados
- Irineo Álvarez como Ramiro Rendón
- Enoc Leaño como Fuat
- Tamara Mazarrasa como Mélida
- Nina Rubín Legarreta como Fabiana "Faby" González Castillo[10]
- Alessio Valentini como Eduardo «Edy» Galicia Sánchez
- Epy Vélez como Emilia Sánchez de Galicia
- Markin López como Jacinto Galicia
- Pedro Sicard como Octavio Herrerías
- Cuauhtli Jiménez como Gonzalo Garrido
- Jonathan Laredo como Omar Camper
- Miguel Papantla
- Helena Rojo como Alicia Limantour
- Mauricio Abularach como Gabriel Abadía

### Recurrentes e invitados especiales
- Moisés Arizmendi como Tomás Ledezma
- Samuel Ledezma como Nicolás "Nico" Solís
- Alejandra Bogue como Gladys[11]
- Beatriz Moreno como Cándida

## Producción
La producción fue anunciada el 20 de enero de 2020 por Patricio Wills (presidente de Televisa Studios), en el marco de la NAPTE 2020 junto con otras nuevas producciones, la cual originalmente la producción tuvo como título provisional: Juego de traiciones.
La telenovela se presentó el 16 de junio de 2020 durante el Up-front virtual de Univision para la temporada en televisión 2020-21. Las producción inició formalmente grabaciones el 14 de septiembre de 2020, en una locación al sur de la Ciudad de México. La adaptación y guiones de la historia en general corren a cargo de Zaría Abreu, Tania Teresita Tinajero, Luis Gamboa, Paulina Barros y Pablo Aramendi, con la asesoría literaria de Larissa Andrade; la dirección escénica está a cargo de Francisco Franco y Rubén Nelinho Acosta; Juan Carlos Lazo y Rodrigo Rodríguez están a cargo de la fotografía y constará de 86 episodios aproximados. La producción de la telenovela terminó grabaciones el 27 de marzo de 2021.

## Audiencia
| Temporada | Horario (CT)                     | Episodios | Primera emisión     | Primera emisión      | Última emisión    | Última emisión       | Prom. de espectadores (millones) |
| Temporada | Horario (CT)                     | Episodios | Fecha               | Audiencia (millones) | Fecha             | Audiencia (millones) | Prom. de espectadores (millones) |
| --------- | -------------------------------- | --------- | ------------------- | -------------------- | ----------------- | -------------------- | -------------------------------- |
| 1         | Lunes a viernes 21:30 - 22:30 h. | 76        | 18 de enero de 2021 | 3.2                  | 3 de mayo de 2021 | 3.8                  | 2.7                              |

## Premios y nominaciones

### TV Adicto Golden Awards 2021
| Categoría                         | Nominados       | Resultado |
| --------------------------------- | --------------- | --------- |
| Mejor actuación especial femenina | Alejandra Bogue | Ganadora  |